# Bayview (Nova Gales do Sul)
Bayview é um afluente subúrbio do norte de Sydney, no estado da Nova Gales do Sul, na Austrália, situado a 31 quilômetros ao norte do distrito empresarial central de Sydney, na área do governo local do Conselho de Northern Beaches. Bayview integra a região Northern Beaches. Em 2011, sua população era de 3 093 habitantes.